# Тактова частота
Та́ктова частота́ — основна одиниця вимірювання частоти тактів у синхронних колах, що визначає кількість елементарних операцій (тактів), що виконуються системою за 1 секунду.

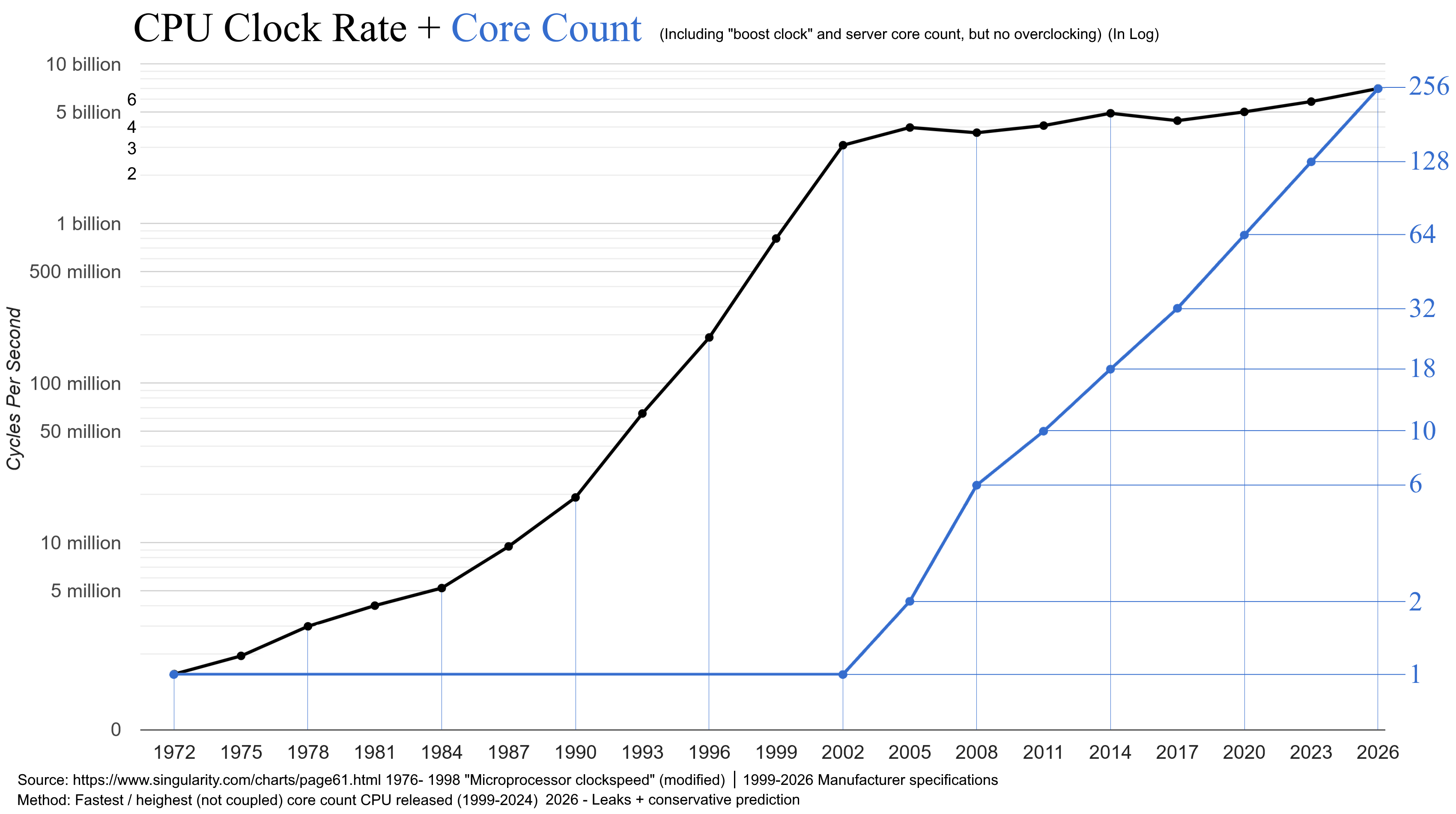
Зростання тактової частоти мікропроцесорів і зростання кількості обчислювальних ядер.

Найчастіше термін застосовують щодо компонентів комп'ютерних систем.
Один такий цикл (звичайно коротший за наносекунду в сучасних мікропроцесорах) варіюється між логічними нулем та одиницею. Через теплові і електричні обмеження, нульовий стан зберігається дещо довше ніж одиничний стан.
Часто тактовою частотою міряють продуктивність комп'ютерних компонентів, зокрема процесорів та мікроконтролерів. Однак системи з однаковою тактовою частотою можуть мати різну продуктивність, тому що на виконання однієї операції системами різної архітектури може знадобитися різна кількість тактів. Крім того, системи, що використовують конвеєрну та паралельну обробку, можуть за один такт виконувати одночасно кілька певних операцій.

## Історія
На початку 1990-х, більшість комп'ютерних фірм рекламували продуктивність своїх комп'ютерів в основному, посилаючись на тактову частоту їхніх центральних процесорів. Це призвело до різних маркетингових ігор, наприклад, таких, як рішення Apple Computer про створення і продаж комп'ютера Power Macintosh 8100/110 з тактовою частотою процесора 110 МГц, що дозволило Apple рекламувати свій комп'ютер як найшвидший на ринку, в той час як процесори Intel мали найбільшу тактову частоту в 100 МГц. Ця перевага в тактовій частоті, однак, була безглуздою, тому що архітектури центральних процесорів «Pentium» і «PowerPC» були повністю різними.